# Louisa (Kentucky)
Louisa es una ciudad ubicada en el condado de Lawrence en el estado estadounidense de Kentucky. En el Censo de 2010 tenía una población de 2467 habitantes y una densidad poblacional de 588,7 personas por km².

## Geografía

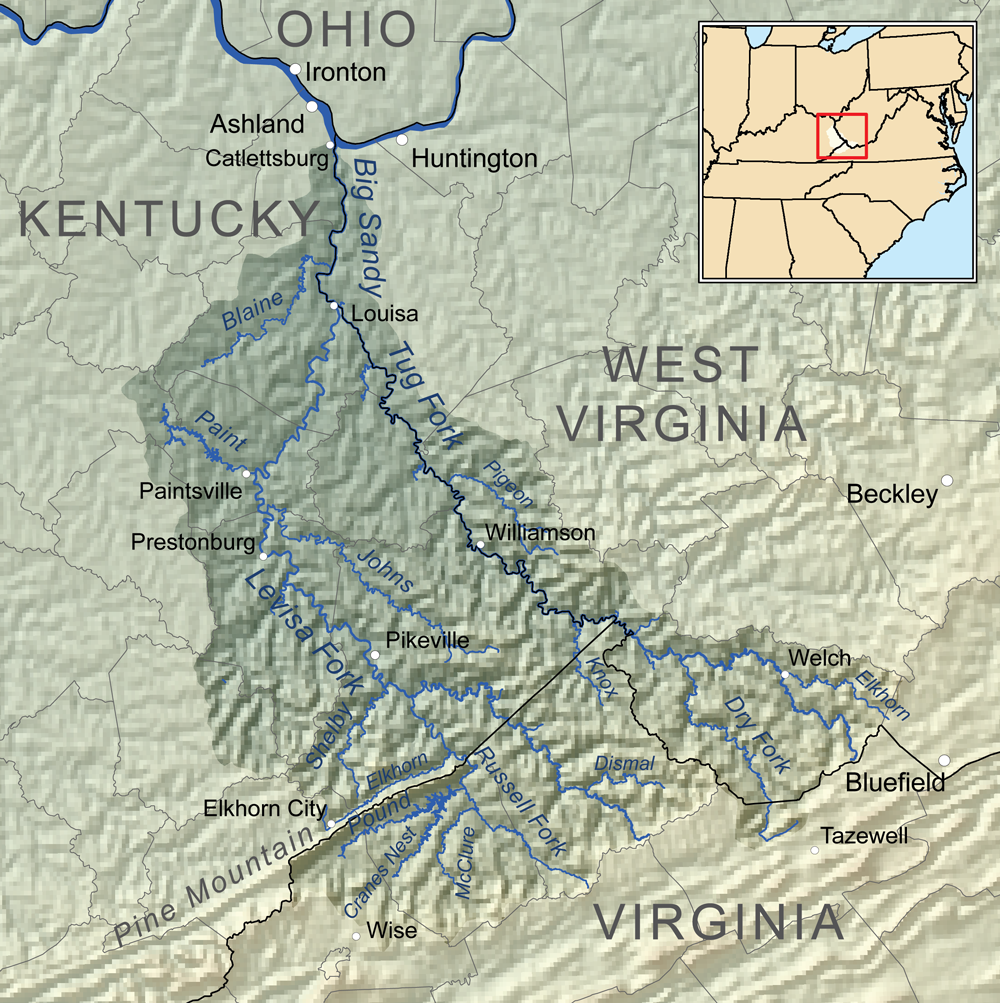
Mapa del río Big Sandy en el que aparece Louisa en el nacimiento de dicho río

Louisa se encuentra ubicada en las coordenadas 38°6′37″N 82°36′42″O / 38.11028, -82.61167, a la orilla del río Big Sandy que la separa de Virginia Occidental. Según la Oficina del Censo de los Estados Unidos, Louisa tiene una superficie total de 4.19 km², de la cual 4,14 km² corresponden a tierra firme y (1.11%) 0.05 km² es agua.

## Demografía
Según el censo de 2010, había 2467 personas residiendo en Louisa. La densidad de población era de 588,7 hab./km². De los 2467 habitantes, Louisa estaba compuesto por el 98.22% blancos, el 0.49% eran afroamericanos, el 0.04% eran amerindios, el 0.04% eran asiáticos, el 0% eran isleños del Pacífico, el 0.45% eran de otras razas y el 0.77% pertenecían a dos o más razas. Del total de la población el 0.85% eran hispanos o latinos de cualquier raza.